# 乌尔坦·蒂尔内
乌尔坦·蒂尔内（1993年11月9日—）是一名爱尔兰橄榄球联合会的选手。他在Pro12联赛中为爱尔兰康诺特省队效力。他在场上主要担任锁球队员。

## 早年生活
蒂尔内出生在法国巴黎，他母亲是爱尔兰人。他父亲是科特迪瓦人。在7岁的时候，蒂尔内搬到了爱尔兰，在他母亲家乡凯里郡的特拉利居住。 蒂尔内在特拉利就读于圣玛丽基督兄弟学校。

## 橄榄球生涯

### 俱乐部
蒂尔内一开始为自己的家乡俱乐部特拉利RFC效力。这份工作是由他的一个邻居介绍的，但是蒂尔内有些犹豫是否要开始体育生涯，后来他母亲承诺说只要他和他兄弟去俱乐部受训就给他们5欧元。在特拉利时，蒂尔内加入了当地的省队——蒙斯特队的青训营。随后他离开了那里并加入了康诺特职业队。

### 康诺特队
蒂尔内在2012-13赛季来到了康诺特职业队。在2014-15赛季，他完成了场上的初次亮相。那时他才刚刚进入到职业生涯的第三年。他在2014年12月19日对阵康诺特的德比对手伦斯特的比赛中替补出场。随后在26日对阵阿尔斯特时再次登场。1月1日，他在对阵自己家乡球队蒙斯特的爱尔兰德比中入选了替补阵容。由于他在这些比赛中的表现，他获得了一份和康诺特队的2017年夏季到期的高级合同。

### 国家队
在爱尔兰备战2016六国橄榄球冠军赛时，蒂尔内受到了乔·施密特教练的征召。在2016年2月27日对阵英格兰队的第三轮比赛中，他替补上场，完成了国家队的首秀。